# مقاطعة جونسون (آيوا)
مقاطعة جونسون (بالإنجليزية: Johnson County)‏ هي إحدى مقاطعات ولاية آيوا في الولايات المتحدة الأمريكية.